# اریک موس
اریک موس (انگلیسی: Erik Mohs؛ زادهٔ ۱۲ اکتبر ۱۹۸۶) دوچرخه‌سوار اهل آلمان است.